# Баленкур, Клод-Гийом Тестю
Клод-Гийом Тестю, маркиз де Баленкур (фр. Claude-Guillaume Testu, marquis de Balincourt; 17 марта 1680, Париж — 12 мая 1770, Париж) — французский военный деятель, маршал Франции.

## Биография
Сын Анри Тестю, сеньора де Баленкур, и Клод-Маргериты де Сев.
Поступил на службу мушкетером в 1697 году. Лейтенант запаса пехотного полка Короля (4.04.1700). В 1701—1702 годах служил в Нидерландах под командованием маршала Буфлера, который занял французскими войсками города, где голландцы держали гарнизоны.
В деле под Нимвегеном 11 июля 1702, отделившись с отрядом пехоты, атаковал конную гвардию принца Оранского, преследуя ее до гласиса.
Лейтенант пехотного полка Короля (31.01.1703), в кампанию того года служил в Германской армии. 9 мая, после отставки маркиза де Ротлена, стал полковником пехотного полка Артуа. Присоединился к Баварской армии. С отрядом из 25 кавалеристов и четырьмя ротами гренадер ему была поручена охрана фуражиров. Настигнутый крупными силами противника, он сумел сдержать атаку, дав возможность уйти фуражирам, а затем отступил в полном порядке.
В первом Гохштедтском сражении 20 сентября командовал бригадой Артуа, ночью перешел Дунай у Донаувёрта, преследовал противника и взял много пленных. Участвовал во взятии Кемпена 14 ноября.
В 1704 году служил в Баварской армии под командованием маршала Марсена. В ходе Второго Гохштедтского сражения 13 августа твердо удерживал деревню Блиндхайм, по окончании дела отбросил семь английских батальонов, которые туда проникли. Пока Баленкур преследовал англичан на равнине, французы в Блиндхайме сдались, и он также оказался в плену.
После обмена в 1706 году служил в Испании под командованием маршала Тессе и участвовал в осаде Барселоны, снятой 23 мая.
В 1707—1711 годах служил в Руссильонской армии герцога де Ноая. 2 сентября 1709 участвовал в победе над пфальцским генерал-майором Штарембергом у Жироны. 29 марта 1710 произведен в бригадиры.
27 декабря 1710 присоединился к осаде Жироны, 23 января 1711 участвовал в штурме Нижнего города. Верхний город сдался 25 января, противник эвакуировал укрепления 31-го.
В 1712—1714 годах служил в Испанской армии. Содействовал блокаде Барселоны, при штурме руководил атакой бастиона Сен-Клер, одной из важнейших позиций. После боя, длившегося всю ночь, город сдался 12 сентября.
1 февраля 1719 произведен в лагерные маршалы. В июле 1719 жалованной грамотой Людовика XV сеньория Баленкур с другими землями, которыми его семья владела 160 лет, была возведена в ранг маркизата.
С началом войны за Польское наследство 15 сентября 1733 направлен в Рейнскую армию, в ходе осады Келя прикрывал Нижний Эльзас. В мае 1734 сражался у Этлингена, затем выступил на Филиппсбург, участвовал в боях в траншеях 6 июня и 6 июля. Город сдался 18 июля. Участвовал во взятии Вормса 23 июля.
1 августа 1734 произведен в генерал-лейтенанты. На зиму остался в Вормсе и командовал на границе. Служил в Рейнской армии до 2 октября 1735.
1 ноября 1736 назначен командующим в Эльзасе под началом маршала дю Бура. 26 января стал губернатором Мон-Дофена и покинул Эльзас.
С началом войны за Австрийское наследство направлен в Маасскую армию маршала Майбуа. Выступил с ней из Вестфалии в Баварию, командовал первой колонной до конца 1742 года, когда отправился на помощь Браунау, в котором и расположился. 12 февраля 1743 противник перерезал коммуникации между Регенсбургом и Амбергом, Баленкур прогнал австрийцев и восстановил сообщение между армией маршала Брольи и войсками маршала Бель-Иля, оперировавшими в Богемии.
1 апреля 1743 направлен в Рейнскую армию маршала Ноая, участвовал в битве при Деттингене. Ударил по левому флангу противника, под ним была убита лошадь, в которую попало семь пуль, и он продолжил бой пешим, возглавив вторую атаку, столь же неудачную, как и первая. В рапорте маршала Ноая королю Баленкур был упомянут в числе семи высших офицеров, приложивших наибольшие усилия для воодушевления армии и полностью исполнивших свой долг.
19 июля направлен в армию Верхнего Эльзаса маршала Куаньи, и командовал в его отсутствие с задачей оборонять Верхний Рейн. Сорок дней удерживал позицию в Ренвиллере, помешав противнику устроить переправу, 5 сентября выдержал атаку Карла Лотарингского слева от острова Реньяк, и снова не дал переправиться. Австрийцы при этом потеряли 3000 кроатов и гренадер. Это сражение стало первым успехом французов после поражения у Деттингена.
1 апреля 1744 назначен в Рейнскую армию, отделился с группой войск для наблюдения за противником на Нижнем Рейне. Когда неприятель переправился через Рейн у Херта, Баленкур присоединился к армии и 5 июля отличился при форсировании Вейсенбургских линий. Командовал на марше левым флангом объединенной армии маршалов Ноая и Куаньи, которая после боя у Аугенума (Хагенау) 23 августа вынудила принца Карла отступить за Рейн.
Поднявшись по Рейну, участвовал в осаде Фрайбурга, капитулировавшего 6 ноября. Подступил к цитадели с драгунским полком и двумя пехотными бригадами, перекрыл проход в долину Сен-Пьер, заставив защитников сдаться 25-го. Командовал во Фрайбурге в течение зимы.
В 1745 году командовал войсками в Эльзасе.
1 января 1746 назначен губернатором Страсбурга после смерти маршала Брольи.
19 октября 1746 в Фонтенбло назначен маршалом Франции. 23 сентября 1747 зарегистрирован в Коннетаблии. Служил в Эльзасе до подписания мира.
7 июня 1767 пожалован в рыцари орденов короля.

## Семья
Жена (контракт 1.12.1714): Маргерит-Гийеметта Аллеман (ум. 03.1764), дочь Пьера Аллемана, графа де Монмартен, королевского наместника в Дофине, и Мари-Анн де Сев. Приходилась мужу двоюродной племянницей. Брак бездетный